# Charlotte for Ever (film)
Pour les articles homonymes, voir Charlotte for Ever.
Pour plus de détails, voir Fiche technique et Distribution.
Charlotte for Ever est un film français réalisé par Serge Gainsbourg, sorti en 1986 qui traite du rapport entre un père alcoolique et une fille pubère de quinze ans dans une atmosphère incestueuse. Le film fit scandale à sa sortie pour le parallèle entre le scénario du film et la relation de Serge Gainsbourg et de sa fille Charlotte.

## Synopsis
Stan, scénariste, a eu sa période de gloire à Hollywood. Devenu alcoolique et suicidaire, il erre dans son hôtel particulier et peine à écrire un nouveau scénario. À court d'inspiration, Stan va jusqu'à plagier un passage d'Adolphe de Benjamin Constant. Il n'a plus qu'une seule raison de vivre : sa fille, Charlotte, qui le considère comme responsable de la mort de sa mère dans un accident de la route. Depuis, ils entretiennent des relations conflictuelles et comme son père drague sans vergogne ses copines de classe, Charlotte se sent mal à l'aise.

## Fiche technique
- Titre original : Charlotte for Ever
- Réalisation : Serge Gainsbourg assisté de Jean Couturier
- Scénario : Serge Gainsbourg
- Musique : Serge Gainsbourg
- Producteur : Claudie Ossard
- Photographie : Willy Kurant
- Montage : Babeth Si Ramdane
- Son : Michel Brethez & Éric Vaucher
- Décors : Raoul Albert
- Costumes : Corinne Jorry
- Distributeur : AMLF (France)
- Pays d'origine :  France
- Format : Couleurs
- Durée : 94 minutes
- Date de sortie :
  - France : 10 décembre 1986

## Distribution
- Charlotte Gainsbourg : Charlotte
- Serge Gainsbourg : Stan
- Roland Bertin : Léon
- Roland Dubillard : Herman
- Anne Zamberlan : Lola
- Anne Le Guernec : Adélaïde
- Sabeline Campo : Thérèse

## Production

### Choix des interprètes
Le rôle de Stan devait être tenu par Christophe Lambert avant que Gainsbourg ne se l'attribue, une décision qu'il regrettera plus tard.

### Tournage
Le film se passe dans l'hôtel particulier de la famille Gainsbourg de la rue de Verneuil reconstitué au studio de Boulogne-Billancourt.

## Musique
- Charlotte for Ever sert de thème musical tout au long du film.
- Lorsque Charlotte donne des gifles à Léon, qui accuse Charlotte d'avoir eu une relation avec son amant Stéphane, elle prononce en même temps les paroles de la chanson Mon légionnaire : « J'sais pas son nom, je n'sais rien d'lui, il m'a aimée toute la nuit mon légionnaire », dont Serge Gainsbourg dans son album You're Under Arrest fera une reprise en 1987 qui prend une connotation homosexuelle.

## Commentaires de Serge Gainsbourg
En décembre 1986, Serge Gainsbourg déclare au sujet de son film et de la polémique qui s'est ensuivie. 
« C'est mon film le plus douloureux, justement à cause de l'intimité physique et intellectuelle. J'ai fait ce film shooté par le stress, mon propos m'a dépassé, j'ai exprimé toute la violence que j'ai en moi. J'ai l'air d'un garçon calme, mais j'ai une violence terrible. C'est mon subconscient qui a fait ce film, je l'ai compris après en analysant les images ». 
Quand Stan évoque en pleurant la mort de ses parents, il se remémore « Ouais, les larmes de Lucien Ginzburg, du p'tit Lulu. C'est moi qui pleure mes parents. Et mon chien. Et la nana qu'on voit dans Je t'aime… moi non plus et qui est toujours vivante parce que c'est une petite chienne sur celluloïd perforée, c'est une ombre, plus qu'une ombre ».
Sur sa fille Charlotte et son vécu dans les scènes où elle joue les turbulences de l'amour et de la haine avec son père :« Certaines scènes ont été traumatisantes. J'ai fait comme avec Jane du temps où elle tournait des comédies légères. J'ai pris le contre-pied et fait un film terrible. Je ne saurais pas faire une comédie ». De l'avis de Serge Gainsbourg, Charlotte n'a pas été choquée par le tournage, puisque entre deux prises, elle lisait Mickey ou jetait des bombes à eau par la fenêtre, mais Serge Gainsbourg confie qu'elle a tout de même été perturbée deux fois : « quand je lui ai demandé de montrer ses seins. Elle a dit, oui papa, puis elle est partie en pleurant. Mais elle n'avait pas conscience de la focale que j'employais, ni de la pureté de la scène et des lumières. Il y a aussi la scène où elle me menace avec un revolver. L'arme était à blanc bien sûr. Elle a eu peur pour moi ».  
Après Lemon Incest et les nouvelles attaques et insultes pour ce film où il a été cloué au pilori des pornographes et des pères indignes, il se défend tout d'abord en évoquant de grands peintres comme Delacroix ou Manet qui ont choqué. Et puis, la Chapelle Sixtine, Michelangelo, le Pape suivant a trouvé inadmissible ces corps dénudés et a demandé à un peintre de mettre des draperies. Puis Serge Gainsbourg s'énerve et déclare : « Si on rejette mon film de façon analytique, O.K. Mais quand des puritains, des pisses-copies qui pissent des maladies vénériennes... ». Le journaliste conclut son article par ces mots : « Et puis, pudique, le poète détourne les yeux et fait d'une voix presque inaudible » : « En fait, ces attaques, ça me touche, ça me blesse profondément... ».